# Prokaryotic Ubiquitin-like Protein
Das prokaryotic Ubiquitin-like Protein (zu deutsch etwa ‚prokaryotisches ubiquitin-artiges Protein‘, Pup) ist ein kleines zumeist unstrukturiertes Protein mit einer ähnlichen Funktion wie Ubiquitin. Im Gegensatz zu Ubiquitin kommt Pup nur in Prokaryoten und hier hauptsächlich in Actinobakterien wie Mycobacterium tuberculosis vor. Genau wie Ubiquitin wird auch Pup als post-translationale Modifikation spezifisch an Lysin eines Proteins ligiert, wobei allerdings nur zwei Enzyme, Dop und PafA, benötigt werden. In einem ersten Schritt wird durch die Deamidase Dop das C-terminale Glutamin in eine Glutaminsäure umgewandelt, um Pup in ein Substrat für das zweite Enzym, PafA, zu aktivieren. PafA etabliert im Anschluss ATP-abhängig eine Isopeptidbindung zwischen Pup und einem Substrat-Lysin. Der Vorgang wird als Pupylierung bezeichnet. Pupylierte Substrate werden durch die mycobakterielle proteasomale ATPase (Mpa) gebunden, indem Pup eine bindungs-induzierte α-Helix ausbildet. Mpa führt dann das Pup-markierte Protein dem 20S Core-Partikel zu, wodurch das Substrat abgebaut wird.
Das Zusammenspiel von Pup, den beiden Enzymen Dop und PafA, sowie der Protease wird auch als prokaryotisches proteasomales System (PPS) bezeichnet.

## Struktur
Die Aminosäuresequenz für Pup aus Mycobacterium tuberculosis im Einbuchstabencode – mit dem C-terminalen Glutamin gefettet hervorgehoben –:
```
N
-Terminus
 MAQEQTKRGGGGGDDDDIAGSTAAGQERREKLTEETDDLLDEIDDVLEENAEDFVRAYVQKGG
Q
 
C
-Terminus
[
5
]
```